# جيمس هامبتون (ممثل)
جيمس هامبتون (بالإنجليزية: James Hampton)‏ مواليد 9 يوليو 1936 في أوكلاهوما سيتي، هو ممثل ومخرج وكاتب سيناريو أمريكي بدأ مسيرته الفنية سنة 1963.

## الأعمال
- أطول يارد
- غان سموك
- ذا إف بي آي
- مانيكس
- ذا دوكس اوف هازرد
- سيمون وسيمون
- أيام حياتنا
- فول هاوس
- ملروس بليس
- غريس أندر فاير

## روابط خارجية
- جيمس هامبتون على موقع IMDb (الإنجليزية)
- جيمس هامبتون على موقع ألو سيني (الفرنسية)
- جيمس هامبتون على موقع تيرنر كلاسيك موفيز (الإنجليزية)
- جيمس هامبتون على موقع أول موفي (الإنجليزية)
- جيمس هامبتون على موقع قاعدة بيانات الأفلام السويدية (السويدية)
- جيمس هامبتون على موقع إن إن دي بي (الإنجليزية)
- جيمس هامبتون على موقع قاعدة بيانات الفيلم (الإنجليزية)
- جيمس هامبتون على موقع كينوبويسك (الروسية)